# Rasuł Murtazalijew
Rasuł Murtazalijewicz Murtazalijew (ros. Расул Муртазалиевич Муртазалиев ; ur. 20 lipca 1988) – rosyjski zapaśnik startujący w stylu wolnym. Zdobył brązowy medal na mistrzostwach Europy w 2012. Ósmy w Pucharze Świata w 2011 i dziesiąty w 2012. Trzeci w mistrzostwach Rosji w 2010 i 2011 roku.